# Calle de Acibechería
La calle de Acibechería es una calle de la ciudad de Santiago de Compostela, situada al norte de su centro histórico. El la última calle que atraviesan los peregrinos antes de llegar a la catedral desde el Camino Francés, Camino Primitivo, Camino del Norte y Camino de los Ingleses.

## Geografía y morfología
La calle se encuentra al norte de la antigua ciudad, en el importante eje este-oeste que unía la Puerta del Camino con la Plaza del Obradoiro. Une las plazas de Cervantes y de la Inmaculada, en un trayecto corto pero algo revirado debido a su configuración siguiendo una parte de la línea de la primera barrera defensiva de la ciudad.
La numeración de la calle se introduce bastantes metros en la Plaza de la Inmaculada, desde un pequeño tramo del número 25 hasta el número 33, remanente de los tiempos en los que en el lado norte de este tramo existían una serie de edificios que fueron derribados en el siglo XVII.

## Etimología y toponimia
En tiempos pasados esta calle recibía el nombre de calle de la Moneda (no confundir con la actual calle tocaya) o de los Cambeas, por la gran cantidad de casas de cambio que había en ella. Debido al gran número de artesanos del gremio de los acibecheiros a lo largo de la calle, en el siglo XV se cambió su nombre. De hecho, en el momento del derribo del antiguo Colegio de San Jerónimo, la numerosa presencia de tiendas de azabacheros incrustadas a la manzana del dicho edificio, dificultó la operación de venta por el valor de las rentas que proporcionaban los alquileres.

## Historia
Con la llegada de los primeros peregrinos a Compostela, comenzaron a instalarse unos barrios suburbiales que rodeaban la antigua barrera de madera que protegía el Locus Sanctus, aprovechando el creciente comercio que el trasiego de gente proporcionaba. Uno de ellos fue el denominado Forum (hoy la plaza de Cervantes). Además, el obispo de Iria, Sisnando (879-919) mandó construir en 899 un nuevo monasterio fuera del Locus llamado de Santo Estevo Pinario (hoy de San Martín Pinario). Estos dos polos de atracción fueron procurando la progresiva aparición de edificaciones a un lado del camino que iba por el exterior de la barrera y llegaba perante la Puerta del Paraíso, por donde entraban los peregrinos a la Basílica, formando el brote de esta calle. Con Sisnando II (951-968), con un, cada vez más definido, entramado urbano, se cambió el concepto de Locus por el de Villa Burguensis. Por esto, este obispo mandó sustituir la antigua estacada por una muralla de cachotaría y construir una nueva barrera de madera que, grosso modo, delimitaba la Villa Sancti Iacobi en el perímetro que luego tendría la definitiva muralla de Cresconio. El foso de esa muralla de cachotaría, por tanto, seguía aproximadamente el trazado de la actual calle de la Acibechería en su margen sur.
Entre los siglos XII y XIII se fue conformando el actual callejero compostelano siguiendo diversos ejes. Uno de ellos, quizás el comercialmente más importante, fue el que iba desde la Puerta del Camino hasta la Plaza de la Inmaculada (de este a oeste), que recibía en fuentes clásicas el sintomático nombre de calle Mayor. Su recorrido fue dividido en tramos que llevaban los nombres de calle del Camino o calle Francíxena (hoy calle de las Casas Reales), calle del Campo (plaza de Cervantes), calle de la Moneda (Acibechería) y calle de la Trinidad (que atravesaba por el Palacio de Gelmírez, seguía junto a las casas del Sancti Spiritus, donde hoy está el Hospital Real, y llegaba hasta la Puerta de la Trinidad).
En la Historia Compostelana se hace referencia a que el arzobispo Xelmírez mandó construir en 1120 una capilla dentro del nuevo pazo arcebispal "ante la que se acuña la moneda, frente de la iglesia de Santiago, a la derecha se sale de la misma iglesia del Apóstol"; es decir, se hablaba de la calle de la Moneda, hoy de la Acibechería. Otra de las construcciones xelmiranas es el Hospital de Santiago (más tarde, Colegio de Sano Xerome), que llegaría a sustituir el anterior hospital mandado hacer por Sisnando I, sito frente a la antigua basílica prerrománica dentro del recinto defensivo, que se quedó pequeño y, además, estorbaba la ampliación de la catedral.
En el margen sur de esta calle se encontraban las casas del Maestro Mateo, que desaparecieron tras un incendio en 1328, tal como se recoge en el Tomo A (hoja 67) que se guarda en el Archivo de la Catedral de Santiago.
Esta calle tuvo casi siempre soportales en el trecho entre la calle de la Vía Sagrada y la Plaza de los Cambeas (actual Plaza de la Inmaculada, aunque más exigua por la existencia de las edificaciones de la manzana de San Jerónimo). A finales del siglo XVIII fueron desapareciendo para ensanchar la calle, siendo uno de los primeros segmentos con soportales en ser derribados.
En 1651, la Universidad vendió el antiguo Colegio de San Jerónimo a los monjes del Mosteiro de San Martín Pinario, que deseaban ampliar su sede, dando comienzo su derribo al año siguiente y adquiriendo la Plaza de la Inmaculada su configuración actual.

## Monumentos
- Hospital de Santiago o Colegio de San Jerónimo (desaparecido). El primer hospital para peregrinos se situaba junto a la basílica prerrománica y había sido mandado construir por el obispo Sisnando I. Sin embargo, el arzobispo Xelmírez decidió la construcción de un nuevo edificio al principio de la actual calle de Acibechería para dar un mejor servicio a la creciente afluencia de peregrinos.[9] Recibió el nombre de Hospital de pobres y peregrinos de Santiago y se sostenía con las limosnas recibidas en el altar mayor y otras. Tuvo su cementerio al inicio de la calle de las Huertas, a un lado de la iglesia de la Trinidad y cerca de la puerta con el mismo nombre. El edificio se fue haciendo más grande, por la siempre creciente demanda asistencial, hasta el punto de ocupar todo el espacio que había entre la calle y el monasterio de San Martín. Era de muros gruesos, incluso durante las revueltas xelmirianas tuvo un uso defensivo.[10] En 1484 el edificio sufrió un voraz incendio que lo arruinó. Fue reconstruido en el mismo lugar poco después y tuvo dos plantas: planta baja (cocina, bodegas, capilla, enfermería y diecinueve camas) y planta primera (otra enfermería, veinte camas y una sala con sei camas para enfermos contagiosos). La parte más saliente del edificio era una puerta tardo-gótica (de 1491), que es la única que hoy en día se conserva.[3][11] No obstante, a principios del siglo XVI, una vez que las funciones hospitalarias fueron asumidas por el nuevo Hospital Real, el viejo Hospital fue adquirido por cesión del monasterio de San Martín Pinario por la incipiente Universidad del arzobispo Alonso III de Fonseca, que dedicó el edificio a acoger las clases de Artes pasando en denominarse, primero, Colegio de Santiago Apóstol[12] y, después, Colegio de San Jerónimo o Colegio de Artistas.[13] Los muebles del viejo hospital fueron depositados en San Bartolomé.[14] Sobre 1551 surgió la idea de ampliar el nuevo Colegio de Santiago Alfeo, añadiéndole una nueva edificación a su cara que sustituyera a las de aquella decadentes instalaciones del Colegio de San Jerónimo, pero ni en esta ocasión, ni en 1586, ni en 1592, ni en 1599, en que se volvió a formular el traslado, cuajó la idea más allá de unos arreglos de urgencia. Otra vez, entre 1635 y 1638, diversas comisiones quisieron dar impulso al proyecto de traslado a la Plaza del Hospital Real del viejo colegio, participando en una de ellas, el abad de San Martín Pinario, sujeto imprescindible en la operación porque con el dinero procedente de la venta del edificio se quería levantar el nuevo. No obstante, el abad rechazó la operación por el alto coste. Por fin, en 1650, la Universidad presentó una primera oferta de venta del inmueble. Pedía 8000 ducados, pero sin incluir la fuente ni los perpiaños, solo el suelo donde se asentaba, y además se quería una compensación por las rentas que se obtenían de las tiendas de azabacheros pegadas al viejo hospital. La oferta fue nuevamente rechazada y, dada la urgencia que el estado del inmueble presentaba, se llegó al año siguiente a un acuerdo que reducía el importe de la venta a 6000 ducados, más una indemnización de 800 escudos por las rentas de las tiendas y sin incluir los despojos del edificio.[15] En 1652 el edificio se desmanteló, quedando parte de los materiales expuestos en la Plaza del Hospital Real para aprovechamiento de la nueva fábrica.
- Fuente del Hospital de Santiago (desaparecido). En la venta del viejo hospital, en 1651 finalmente quedó incluida en el precio la fuente, que pasó a la propiedad del monasterio.[16] Durante mucho tiempo esta fuente estuvo al este de la plaza de la Inmaculada, hasta que ya iniciado el siglo XX se reurbanizó la plaza, desapareciendo.

## Edificaciones actuales
- Número 3 (en el margen sur; planta baja y tres plantas). De aspecto medieval, es uno de los escasos edificios de la ciudad que aún mantiene balcones de madera, reminiscencia de otros tiempos.
- Número 6 (en el margen norte; planta baja y tres plantas). Cuenta en el muro con una marca de propiedad perteneciente a la Orden de la Merced.
- Número 7 (en el margen sur; planta baja y tres plantas). Obra de 1876 del arquitecto Manuel Pereiro Caeiro bajo encargo de Pedro Antonio García, con una galería en la última planta que, en principio, no estaba contemplada en los planos de la construcción.[17]
- Número 8 (en el margen norte; planta baja y tres plantas). Obra de 1908 del arquitecto Jesús López de Rego para el sastre Avelino Cimadevila Rey, con una característica galería superior que se prolonga a los dos huecos en miradores de la segunda planta que remarcan un pequeño balcón central.[18][19] Una de las mejores galerías decimonónicas de la ciudad, con un esquema que se repetiría en el número 96 de la calle de San Pedro (1914) y en el número 24 de la Virgen de la Cerca (1925).
- Número 12 (en el margen norte; planta baja y tres plantas). Cuenta sobre la puerta con una marca de propiedad perteneciente a la Cofradía de Nuestra Señora de la Concepción.
- Número 14 (en el margen norte; planta baja y tres plantas). Reformada en 1879 por Pereiro Caeiro, bajo encargo del comerciante Tomás González Moar, añadiéndose una galería en la última planta.[20]
- Número 16 (en el margen norte; planta baja y tres plantas). En este número y en el número 14 estuvo la probable localización de la antigua Praciña de San Juan o de los Oficios. En un lado de la praciña existió una fuente coronada por una imagen del Evangelista que le dio nombre.[21]
- Número 18 (en el margen norte; planta baja y tres plantas). Cuenta en el muro con una marca de propiedad (una gallina sobre una concha) perteneciente o bien a la Cofradía del Espíritu Santo, o bien al Priorato de Sar, o bien a otro aforo aun desconocido.[22]
- Número 19 (en el margen sur; planta baja y dos plantas). Obra de 1897 de Pereiro Caeiro, quien la promovió.
- Número 21 (en el margen sur; planta baja y dos plantas). Obra de 1897 del propio Pereiro Caeiro, con la promoción de Benito García López.
- Número 33 (en el margen sur; planta baja y dos plantas). Antiguamente contó con unos soportales que desaparecieron en la reforma del siglo XVIII. En 1891 el arquitecto Manuel Pereiro reformó su fachada, bajo encargo del sastre Felipe Cimadevila Iglesias, que se utilizó para ser residencia de su familia. El edificio fue reformado en 1970. Es el último número de la calle y hace esquina con el número 9 de la Plaza de la Inmaculada, que está soportalada.

## Personajes y negocios relacionados con la calle

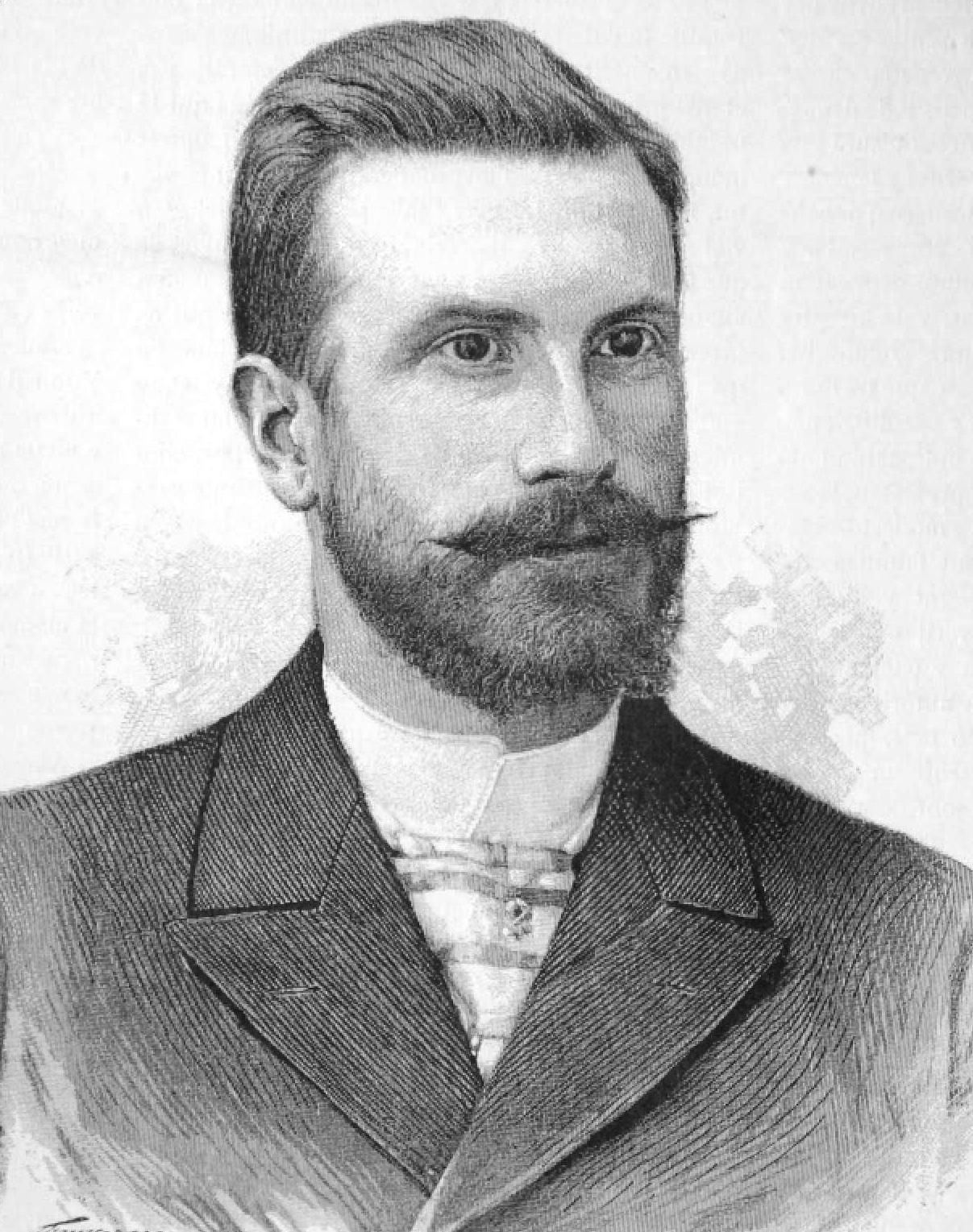
El escritor Alfredo Brañas.

- En el número 5 de esta calle falleció el 21 de febrero de 1900 el escritor Alfredo Brañas Menéndez.
- En los bajos del número 8 estuvo el negocio de Avelino Cimadevila Rey, dedicado a la venta de ropa talar, ornamentos de iglesia y artículos complementarios. También residió aquí durante un tiempo la familia de Francisco de Asís Puerto Rey (padre del alcalde franquista de la ciudad Ángel Puerto Anido), primo de Avelino.
- En los bajos del número 12 estuvo desde 1848 ubicada una librería fundada por Ramón Cándido Rey Romero (hijo del librero Francisco Rey Romero) y Juan Cuveiro llamada "Librería Circulatoria de los Sres. Rey Romero y Cuveiro". El propio Ramón Rey residió en el número 14.
- En el número 15 residió el catedrático de la Facultad de Farmacia, Enrique Cuenca Araujo.
- El canónigo de gracia de la Catedral de Santiago, Pablo Cuesta Hernández (sobrino segundo del arzobispo de Santiago, Miguel García Cuesta), secretario de Cámara del Arzobispo y protonotario apostólico, falleció en el número 16.
- En el número 16 estuvo situado entre 1848 y 1849 la "Librería Minerva", propiedad del profesor universitario Julián Rodríguez del Valle y Francisco Constanti Miller.
- En el número 27 hubo desde 1900 un negocio de venta de paraguas, propiedad de Alfonso Quintela Naya.